# Linia kolejowa Tampere – Pori
Linia kolejowa Tampere – Pori – fińska linia kolejowa, bienąca z Tampere przez Nokię, Kokemäki do Pori i dalej przez Mäntyluoto do Tahkoluoto. Długość linii wynosi około 155 km, i to głównie linia jednotorowa. Na odcinku Tampere-Pori jest zelektryfikowana, a odcinek Tampere-Lielahti jest dwutorowy. Linia jest wykorzystywana zarówno do przewozów pasażerskich, jak i towarowych. Szlak kończy się w porcie łębinowym Tahkoluoto. Prędkość maksymalna linii dla pociągów pasażerskich wynosi 140 km/h i 100 km/h dla towarowych.